# Скотовацька волость
Скотовацька волость — історична адміністративно-територіальна одиниця Бахмутського повіту Катеринославської губернії із центром у селі Скотовате.
Станом на 1886 рік складалася з 23 поселень, 6 сільських громад. Населення — 15 262 особи (7721 чоловічої статі та 7541 — жіночої), 2405 дворових господарств.
|                     | Площа, десятин | У тому числі орної, дес. |
| ------------------- | -------------- | ------------------------ |
| Сільських громад    | 5887           | 7634                     |
| Приватної власності | 110            | 45                       |
| Казенної власності  | 344            | —                        |
| Іншої власності     | 787            | 367                      |
| Загалом             | 45085          | 15057                    |

Поселення волості:
- Скотовате — колишнє державне село при річці Кривий Торець за 45 верст від повітового міста, 2666 осіб, 404 дворових господарства, 2 православні церкви, школа, поштова станція, 6 лавок, 3 постоялих двори, 2 бондарні, 3 ярмарки на рік. За ½ версти — залізнична станція Скотувата. За 5 верст — залізнична станція Корсунська. За 10 верст — залізнична станція Ясинувата.
- Землянки — колишнє державне село при річці Кривий Торець, 1837 осіб, 294 дворових господарства, православна церква, лавка.
- Корсунь — колишнє державне село при річках Корсунь й Розсоховата, 3054 особи, 489 дворових господарств, православна церква, арештантський будинок, 8 лавок, 2 ярмарки на рік.
- Ново-Бахмутівка — колишнє державне село при річці Сидорівка, 1783 особи, 278 дворових господарств, православна церква, школа.
- Ясиновате — колишнє державне село при річці Кривий Торець, 3636 осіб, 606 дворових господарств, православна церква, арештантський будинок, поштова станція, 5 лавок, 4 ярмарки на рік.

За даними на 1908 рік у волості налічувалось 4 поселення, загальне населення волості зменшилось до 21 580 осіб (10779 чоловічої статі та 10801 — жіночої), 3535 дворових господарств.